# Bălăbănești, Galați
Bălăbănești este satul de reședință al comunei cu același nume din județul Galați, Moldova, România.

## Personalități
- Ioan Burghelea
- Gheorghe Tașcă